# 汉口麦加利银行大楼
麦加利银行大楼是英资麦加利银行在中国汉口建造的分行大楼。麦加利银行的汉口分行开设于1863年，是汉口第一家外资银行。1865年，麦加利银行在汉口英租界建造3层砖木结构楼房，位置在今青岛路（原名华昌街）与洞庭街口西北角，今天的门牌号码是洞庭街41号。铁瓦屋面，屋顶四角分别建有红色方斗形角塔，门窗均为拱形。建筑面积2275平方米。该楼落成至今已有141年，保存基本完好。